# Koppel
Koppel és una població del Comtat de Beaver (Pennsilvània) als Estats Units d'Amèrica.

## Demografia
Segons el cens del 2000, Koppel tenia 856 habitants
, 373 habitatges, i 246 famílies. La densitat de població era de 623,6 habitants/km².
Dels 373 habitatges en un 20,4% hi vivien nens de menys de 18 anys, en un 48% hi vivien parelles casades, en un 13,9% dones solteres, i en un 33,8% no eren unitats familiars. En el 30,3% dels habitatges hi vivien persones soles el 18% de les quals corresponia a persones de 65 anys o més que vivien soles. El nombre mitjà de persones vivint en cada habitatge era de 2,29 i el nombre mitjà de persones que vivien en cada família era de 2,83.
Per edats la població es repartia de la següent manera: un 18,7% tenia menys de 18 anys, un 6,3% entre 18 i 24, un 27,1% entre 25 i 44, un 22,8% de 45 a 60 i un 25,1% 65 anys o més.
L'edat mediana era de 44 anys. Per cada 100 dones de 18 o més anys hi havia 83,2 homes.
La renda mediana per habitatge era de 32.059 $ i la renda mediana per família de 36.250 $. Els homes tenien una renda mediana de 33.375 $ mentre que les dones 22.292 $. La renda per capita de la població era de 17.101 $. Entorn del 3,9% de les famílies i el 6,8% de la població estaven per davall del llindar de pobresa.

## Poblacions properes
El següent diagrama mostra les poblacions més properes.